# Университет Виктории в Веллингтоне
Университет Виктории в Веллингтоне (англ. Victoria University of Wellington; маори Te Whare Wānanga o Te Ūpoko o Te Ika a Māui) — учебное заведение, учреждённое в 1897 году актом парламента как один из колледжей, входящий в состав университета Новой Зеландии.

## Факультеты и школы
Университетские факультеты:
- Факультет архитектуры и дизайна[2]
- Факультет коммерции и администрирования[3]
- Факультет образования[2]
- Факультет инженерного дела[4]
- Факультет Аспирантуры[5]
- Факультет Социальных наук[6]
- Факультет права[7]
- Факультет науки[8]
- Тойхуарева[9]